# Músculo flexor corto del quinto dedo
El músculo flexor corto del quinto dedo está situado en la planta del pie y tiene la función de realizar la flexión del quinto dedo (dedo mínimo) del pie.

## Inserción
Se origina en la base del 5.º metatarsiano y forma un vientre muscular alargado que termina en un tendón que se inserta en la primera falange del 5.º dedo del pie.

## Inervación
Está inervado por el nervio plantar lateral, ramo del nervio tibial.

## Función
Su contracción provoca la flexión del dedo mínimo del pie.